# Міа та я
«Мі́а та я»  (італ. Mia e io, нім. Mia und ich, англ. Mia and me, фр. Mia et moi) — італійсько-німецько-канадський анімований дитячий фентезійний телевізійний мультсеріал CGI, створений Ґерхардом Ханом.

## Сюжет

### 1 Сезон
Історія починається, коли дівчина Мія, їде вчитися до престижної школи-інтернат у Флоренції, як учениця за обміном. Її батьки нещодавно загинули в результаті нещасного випадку. Тітка Мії дарує їй гру в вигляді великої книги під назвою «Легенди Центопії» (книга, яку читав батько Мії у її дитинстві), яка має багато містичних рун і браслет, який дозволяє їй потрапити в чарівний світ Центопії.
У цьому світі багато крилатих ельфів (феї), панів (козо-подібні тваринки), єдинорогів, драконів і багато инших створінь.
Під час подорожі у Центопію, Мія перетворюється на красиву, крилату та казкову ельфійку. У час першої подорожі, Мія знайомиться з паном Фаддлом, і рятує єдиноріжку Лірію, при цьому виявляється, що вона розуміє мову єдинорогів і здатна говорити з ними, чого жоден інший ельф у Центопії не може. Пізніше Мія знайомиться з ельфами Мо та Юко, які стають її друзями, і допомагають їй у боротьбі з Пантеєю, яка хоче викрасти всіх єдинорогів. Зброєю проти Пантеї та її помічників є Сурматус (музичний інструмент Фаддла, який видає какофонічні та неприємні згуки). Коли Сурматус потрапляє до рук Пантеї, вона ламає його на друзки, які розлітаються по всій Центопії. Мія зі своїми друзями у кожній серії повинні збирати деталі, а кожна серія супроводжується повчальною історією. Через деякий час, у Лірії народжується син Ончао з золотим рогом, що є рідкістю, який здатен оживити мертві землі. Під час чергової спроби Ґарґони спіймати єдинорогів, Лірія захищаючи Ончао, дозволила викрасти себе. Ближче до фіналу, Мії, Мо та Юко нарешті вдалося зібрати всі деталі Сурматуса, після цього починається фінальний бій із Пантеєю, де зібравши цілком Сурматус перемагають Пантею, та в результаті вона перетворюється на пелюстки.
Тим часом у реальному світі впродовж сезону, Мія швидко сприятелювалася з Вінцентом, який швидко дізнався про її секрет. Також Мія знайомиться з Віолеттою: самозакохана особа з багатої сім'ї, яка часто почала принижувати Мію. Її товаришка — Пола — яка товаришує з нею, аби здаватися крутою, хоча Віолетта такою не сприймає, стає сусідкою по кімнаті Мії, а згодом стає її найкращою подругою.

### 2 Сезон
Мія приїздить до дідуся Ренцо на ферму, де по сусідству живе графиня Ді Нола, яка є матір'ю Віолетти. Пізніше з'ясувалося, що у дідуся Ренцо є невиплата по кредиту й він може залишитися без ферми. Спершу Мія та Маріо спробували назбирати грошей за допомогою продажу пирогів, а Маріо влаштовувався працювати у графині Ді Ноли. Кінь Віолетти — Сапфір — часто скидає її та не підкоряється, тому графиня Ді Нола, на прохання Віолетти, відправляє Сапфіра на скотобійню. Ренцо заради Мії викуповує Сапфіра, а Мія вирішує взяти участь та виграти у конкурсі, щоб урятувати ферму.
Тим часом у Центопії впродовж сезону, Мія з Мо та Юко зустрічаються з новим антагоністом — Рікселем, якого спочатку тепло зустріли ельфи, коли той прибув у Центопію. Завдання Рікселя — добути крилатого єдинорога О́но (батька Ончао) та доставити в Дістопію, з Рікселем об'єднується Ґарґона. Мія, Мо, Юко й Ончао починають шукати чотири золотих персні, з яких складається корона короля Оно. Ця корона — ключ до Веселкового острова, який є важливим компонентом для протиотрути зілля Рікселя. Також у світ Центопії випадково потрапляє Віолетта, вона видає себе за ельфійку за ім'ям Варія, й хоче приєднатися до компанії з Мії, Мо та Юко, але Варії не подобається, що Мія є лідером цієї команди, тому вона таємно почала допомагати Рікселю, який обіцяє їй позбутися Мії. Коли Міа й Ончао потрапляють на Веселковий острів, то вони дізнаються, що батько Ончао Оно все ще живий. Для того, щоб знайти Оно, Мія з друзями вирушають у холодні землі, там вони знаходять замороженого у кризі Оно та звільняють його.
У Віолетти гіршають взаємини з матір'ю і тому після чергової подорожі в Центопію вона викидає амулет, який має доправити її в реальний світ. Коли Мія дізнається в реальному світі про зникнення Віолетти, вона починає здогадуватися, що Варія і є Віолеттою. Згодом здогадки Мії виявляються правдою. Коли починається конкурс, Мія зустрічає батька Віолетти, і той просить їй передати, що він сильно її любить та пропонує переїхати до нього жити. Віолетта повертається до реального світу, де вона зустрічається з батьком, і виступає проти диктатури матері й відмовляється від участи у конкурсі, в результаті графині Ді Нолі довелося самій брати участь у ньому. У фіналі Мії з друзями вдається перемогти Рікселя. Пізніше, Мія повертається в реальний світ і перемагає в конкурсі.

## Український дубляж
Перший та другий сезон мультсеріалу дубльовано студією «Так Треба Продакшн» на замовлення телеканалу «Піксель TV».
- Режисер дубляжу — Людмила Петриченко
- Звукорежисер — Олена Ареф'єва

Ролі дублювали: Катерина Буцька, Наталка Денисенко, Валентина Сова, Дмитро Терещук, Володимир Терещук, Христина Люба, Валерій Філіпенко, Олександр Солодкий.

## Трансляція
У Великій Британії серіал вийшов на сайті Nickelodeon у січні 2014 року, Nickelodeon також почав транслювати серію на Філіппінах 1 липня 2013 року. Серія вийшла в Сингапурі на MediaCorp Okto, в Індонезії на RCTI і в Австралії на 10 Peach (формально одинадцять). У США «Мія та Я» транслювалася на Nick Jr.) починаючи з 3 травня 2014 року та закінчуючи 25 грудня 2016 року. 2017 року цей серіал був помічений на eTonz у Південній Африці. В Україні серіал транслювався на телеканалі Піксель.

## Художній фільм
Повнометражний фільм «Mia and Me: The Hero of Centopia» вийшов у кінотеатрах Німеччини 26 травня 2022 року. Його виробили компанії Hahn & M4e Productions та Flying Barks Productions.